# Rango (algebra lineare)
In matematica, in particolare in algebra lineare, il rango (o caratteristica) di una matrice {\displaystyle A} a valori in un certo campo è il massimo numero di righe (o colonne) linearmente indipendenti in {\displaystyle A}.
Il rango di una matrice può essere formulato in numerosi modi equivalenti, ed è una quantità fondamentale in algebra lineare, utile per risolvere i sistemi lineari e studiare le applicazioni lineari. È comunemente indicato con {\displaystyle \operatorname {rango} (A)}, {\displaystyle \operatorname {rg} (A)}, {\displaystyle \operatorname {r} (A)}, o {\displaystyle \rho (A)}, o con le versioni inglesi {\displaystyle \operatorname {rank} (A)} o {\displaystyle \operatorname {rk} (A)}.

## Definizione
Sia {\displaystyle A_{m\times n}} una matrice, a valori in un campo {\displaystyle K}. Le seguenti definizioni di rango di {\displaystyle A} sono tutte equivalenti:
- Il massimo numero di colonne linearmente indipendenti.
- Il massimo numero di righe linearmente indipendenti.
- La dimensione del sottospazio di {\displaystyle K^{m}} generato dalle colonne di {\displaystyle A}.
- La dimensione del sottospazio di {\displaystyle K^{n}} generato dalle righe di {\displaystyle A}.
- La dimensione dell'immagine dell'applicazione lineare {\displaystyle L_{A}} da {\displaystyle K^{n}} in {\displaystyle K^{m}} seguente:

{\displaystyle L_{A}:x\mapsto Ax}
- Il massimo ordine di un minore invertibile di {\displaystyle A}.

## Rango di una trasformazione lineare
Si può attribuire un rango anche a una generica applicazione lineare, definendolo come la dimensione dello spazio vettoriale dato dalla sua immagine.
In un'esposizione con fini tendenzialmente generali una definizione di questo genere ha il vantaggio di essere applicabile senza la necessità di fare riferimento ad alcuna matrice che rappresenti la trasformazione. Quando invece ci si trova in un ambito di applicazioni concrete, il calcolo effettivo del rango di una trasformazione ben raramente si può ottenere evitando di operare su una matrice.

## Proprietà del rango di una matrice
In quanto segue, {\displaystyle A} è una matrice {\displaystyle m\times n} su un campo {\displaystyle K}, che descrive una mappa lineare {\displaystyle f=L_{A}} come sopra.

### Proprietà di base
- Solo la matrice nulla ha rango 0.
- Il rango di {\displaystyle A} è uguale al rango della sua trasposta.
- Il rango di {\displaystyle A} è minore o uguale sia di {\displaystyle m} che di {\displaystyle n}. In altre parole, è minore o uguale del minimo dei due valori

{\displaystyle \operatorname {rank} (A)\leq \min\{m,n\}.}

### Relazioni fraf{\displaystyle f}edA{\displaystyle A}
- {\displaystyle f} è iniettiva se e solo se {\displaystyle A} ha rango {\displaystyle n} (in questo caso si dice che {\displaystyle A} ha rango per colonne massimo).
- {\displaystyle f} è suriettiva se e solo se {\displaystyle A} ha rango {\displaystyle m} (in questo caso si dice che {\displaystyle A} ha rango per righe massimo).
- nel caso di una matrice quadrata {\displaystyle A} (cioè, {\displaystyle m=n}), allora {\displaystyle A} è invertibile se e solo se {\displaystyle A} ha rango {\displaystyle n} (e si dice che {\displaystyle A} ha rango massimo). Questo accade se e solo se {\displaystyle f} è biettiva.

### Prodotto fra matrici
- Se {\displaystyle B} è una matrice {\displaystyle n\times k}, allora il rango del prodotto {\displaystyle AB} è minore o uguale sia del rango di {\displaystyle A} che del rango di {\displaystyle B}. In altre parole:

{\displaystyle \operatorname {rank} (AB)\leq \min\{\operatorname {rank} (A),\operatorname {rank} (B)\}.}
Come esempio del caso "<", si consideri il prodotto
{\displaystyle {\begin{bmatrix}0&0\\1&0\\\end{bmatrix}}{\begin{bmatrix}0&0\\0&1\\\end{bmatrix}}}
Entrambi i fattori hanno rango 1, ma il prodotto ha rango 0.
- Se {\displaystyle B} è una matrice {\displaystyle n\times k} con rango {\displaystyle n}, allora {\displaystyle AB} ha lo stesso rango di {\displaystyle A}.
- Se {\displaystyle C} è una matrice {\displaystyle l\times m} con rango {\displaystyle m}, allora {\displaystyle CA} ha lo stesso rango di {\displaystyle A}.
- Il rango di {\displaystyle A} è uguale a {\displaystyle r} se e solo se esistono una matrice {\displaystyle m\times m} invertibile {\displaystyle X} e una matrice {\displaystyle n\times n} invertibile {\displaystyle Y} tali che

{\displaystyle XAY={\begin{bmatrix}I_{r}&0\\0&0\\\end{bmatrix}}}
dove {\displaystyle I_{r}} denota la matrice identità {\displaystyle r\times r}.
- Dall'ultima proprietà si deduce che il rango di una matrice è un invariante completo per matrici equivalenti destra-sinistra.
- Diseguaglianza di Sylvester: se A è una matrice m × n e  B è una matrice n × k, allora

{\displaystyle \operatorname {rank} (A)+\operatorname {rank} (B)-n\leq \operatorname {rank} (AB).}
Questa segue dall'applicazione del teorema del rango alla disuguaglianza
{\displaystyle \dim \operatorname {ker} (AB)\leq \dim \operatorname {ker} (A)+\dim \operatorname {ker} (B).}

### Teorema del rango
Il rango di una matrice più la nullità della matrice è uguale al numero di colonne della matrice (questo è il teorema del rango, o "teorema del rango-nullità").

### SD-equivalenza
Il rango è un invariante completo per la equivalenza sinistra-destra tra matrici: due matrici {\displaystyle m\times n} {\displaystyle A} e {\displaystyle B} hanno lo stesso rango se e solo se esistono due matrici invertibili {\displaystyle M} e {\displaystyle N} tali che {\displaystyle A=MBN}.

## Calcolo

### Algoritmo di Gauss
Il modo più semplice per calcolare il rango di una matrice {\displaystyle A} è dato dall'algoritmo di Gauss. L'algoritmo trasforma la matrice in una matrice a scalini con lo stesso rango, dato dal numero di righe non nulle, o equivalentemente di pivot. Ciò è vero poiché {\displaystyle \operatorname {rank} (A)=\operatorname {rank} (A^{T})} , ed eseguire operazioni sulle righe di {\displaystyle A} equivale a eseguire operazioni sulle colonne di {\displaystyle A^{T}}.
Si consideri ad esempio la matrice {\displaystyle 4\times 4}
{\displaystyle A={\begin{bmatrix}2&4&1&3\\-1&-2&1&0\\0&0&2&2\\3&6&2&5\\\end{bmatrix}}}
La seconda colonna è il doppio della prima colonna, e la quarta colonna è uguale alla somma della prima e della terza. La prima e la terza colonna sono linearmente indipendenti, quindi il rango di {\displaystyle A} è due. Questo può essere confermato dall'algoritmo di Gauss, che produce la seguente matrice a scalini {\displaystyle A'}:
{\displaystyle A'={\begin{bmatrix}1&2&0&1\\0&0&1&1\\0&0&0&0\\0&0&0&0\\\end{bmatrix}}}
con due righe non nulle.

### Criterio dei minori
Un altro metodo, in alcuni casi più diretto, sfrutta le proprietà del determinante di una matrice quadrata, e in particolare dei determinanti delle sottomatrici quadrate di {\displaystyle A}, dette minori. Si basa sul fatto che il rango di {\displaystyle A} è pari al massimo ordine di un minore invertibile di {\displaystyle A}.
Ad esempio, la matrice {\displaystyle 4\times 4} data sopra ha determinante nullo, e quindi può avere rango al massimo 3. Anche tutti i suoi minori {\displaystyle 3\times 3} hanno determinante nullo, e quindi può avere rango al massimo 2. Infine, esiste almeno un minore invertibile di ordine 2, ad esempio quello in basso a destra
{\displaystyle {\begin{bmatrix}2&2\\2&5\end{bmatrix}}}
che ha determinante {\displaystyle 6}. Quindi {\displaystyle A} ha rango esattamente 2. Questo criterio può essere utile ad esempio per verificare rapidamente se il rango di una matrice è superiore o inferiore a un certo valore.

## Generalizzazioni
Esistono diverse generalizzazioni del concetto di rango per matrici su anelli arbitrari. In queste generalizzazioni il rango colonna, il rango riga, dimensione dello spazio colonna, dimensione dello spazio riga di una matrice possono essere diversi l'uno dall'altro o non esistere.
Un'altra generalizzazione riguarda le matroidi, entità che generalizzano le matrici.